# Abdelghani Zitouni
Abdelghani Zitouni, né le 5 mai 1932 à Alger et mort le 17 novembre 2010 à Dely Ibrahim, est un footballeur international algérien. Il évoluait au poste de milieu gauche.

## Biographie

### En club
Zitouni joue à l'OMR El Anasser, après avoir débuté avec le RC Kouba,. Il joue également brièvement au MC Alger.

### En sélection
Zitouni joue son premier match avec l'équipe d'Algérie le 6 janvier 1963, contre la Bulgarie, lors d'une rencontre amicale au Stade du 20-août-1955 à Alger. Lors de ce match, il marque un but à la 72e minute, qui s'avère également être le premier but de l'histoire de l'Algérie indépendante.
Le 17 juin 1965, Zitouni obtient sa dernière sélection pour l'Algérie, lors d'une défaite 3-0 contre le Brésil à Oran et marque 83 buts dans toute sa carrière

### Carrière d'entraîneur
Après sa carrière de joueur, Zitouni dirige un certain nombre de clubs algériens, notamment l'USM Alger dans les années 1970. Finaliste de la Coupe d'Algérie en 1973

## Palmarès
- Champion d'Algérie en 1965 et 1966 avec le CR Belcourt
- Vainqueur de la Coupe d'Algérie en 1966 avec le CR Belcourt